# King of Pop
King of Pop je kompilacijski album američkog glazbenika Michaela Jacksona, kojeg 2008. godine objavljuje diskografska kuća Sony BMG.
Album je objavljen povodom proslave Jacksonovog 50. rođendana. Materijal na albumu značajno se razlikuje u svakoj zemlji kojoj je bio objavljen. Obožavatelji svake zemlje glasali su za one skladbe koje su željeli da se nađu na njihovoj verziji albuma. Album je dobio naziv po Jacksonovom nadimku, kojeg je dobio 20 godina ranije. Album je službeno prvo bio najavljen 20. lipnja 2008. godine u Australiji. Prvo izdanje albuma bilo je 22. kolovoza 2008. godine u Njemačkoj i Švicarskoj.
Uz skladbe koje su odabrali obožavatelji za svaku zemlju, na albumu se nalazi megamiks singla "Thriller" od Jasona Nevinsa. Album je objavljen u ukupno 26 zemalja. Svaki popis pjesama i datum izdavanja razlikovao se od zemlje do zemlje. Do danas album jedino nije objavljen u Sjedinjenim Državama.

## Verzije albuma

### Austrija
Austrijska verzija dvostrukog albuma najavljena je 20. srpnja, a objavljen je na dan Jacksonovog rođendana. Obožavatelji su pjesme odabrali s popisa 100 pjesama.
Popis pjesama na albumu:
| 1. "Man in the Mirror" 2. "Smooth Criminal" 3. "Billie Jean" 4. "The Way You Make Me Feel" 5. "Black or White" 6. "Remember the Time" 7. "You Are Not Alone" 8. "Human Nature" 9. "Wanna Be Startin' Somethin'" 10. "They Don't Care About Us" 11. "Dirty Diana" 12. "We've Had Enough" 13. "Give In to Me" 14. "Will You Be There" 15. "Heal the World" 16. "Got the Hots" | 1. "ABC" 2. "Can You Feel It" 3. "Say Say Say" 4. "Thriller" 5. "Bad" 6. "Who Is It" 7. "Earth Song" 8. "Beat It" 9. "Rock With You" 10. "I Just Can't Stop Loving You" 11. "We Are the World" 12. "Stranger in Moscow" 13. "You Rock My World" 14. "Scream" 15. "Ghosts" 16. "Thriller Megamix" |  |

### Australija
Australsku verziju albuma najavio je Sony BMG 20. lipnja 2008. godine, a pušten je na dan Jacksonovog rođendana. Počevši 21. lipnja 2008. godine, australski su obožavatelji imali tri tjedan da glasaju za 30 omiljenih skladbi za album, koje su se sastojale od prethodnog Jacksonovog materijala. Svaki obožavatelj mogao je glasati za pet skladbi s popisa, koji se uglavnom sastojao os studijskih albuma Off the Wall, Thriller (specijalno izdanje iz 2001. godine koje uključuje skladbu "Carousel"), Bad (specijalno izdanje iz 2001. godine koje uključuje skladbe "Streetwalker", "Todo Mi Amor Eres Tu" i "Fly Away"), Dangerous, HIStory, Blood on the Dance Floor, Invincible i skladbu "For All Time" s albuma Thriller 25. Na popisu se također nalazi sedam skladbi koje je Jackson izveo s obiteljskim sastavom The Jackson 5/The Jacksons. Te skladbe su "Blame It on the Boogie", "Can You Feel It", "State of Shock", "ABC", "I Want You Back", "I'll Be There" i "Ben". King of Pop objavljen je u dva izdanja. Prvo je bilo ograničeno izdanje koje je sadržavalo poruke obožavatelja i poster koji je slikama pratio Jacksonovu glazbenu karijeru, dok je drugo izdanje bilo standardno bez postera.
Popis pjesama na albumu:
| Disk 1: 1. "Billie Jean" 2. "Man in the Mirror" 3. "Smooth Criminal" 4. "Beat It" 5. "Thriller" 6. "They Don't Care About Us" 7. "Who Is It" 8. "Black or White" 9. "You Rock My World" 10. "Wanna Be Startin' Somethin'" 11. "The Way You Make Me Feel" 12. "Don't Stop 'til You Get Enough" 13. "Dirty Diana" 14. "Blood on the Dance Floor" 15. "Rock With You" 16. "Stranger in Moscow" 17. "Remember the Time" | Disk 2: 1. "Will You Be There" 2. "Give In to Me" 3. "You Are Not Alone" 4. "Say Say Say" 5. "Scream" 6. "State of Shock" 7. "Got the Hots" 8. "You Can't Win" 9. "Fall Again" 10. "Sunset Driver" 11. "Someone Put Your Hand Out" 12. "In the Back" 13. "We Are the World" 14. "One More Chance" 15. "Thriller Megamix" |  |

### Belgija
Album je kao dvostruko izdanje najavljen 26. srpnja, a objavljen je 25. kolovoza. Obožavatelji su mogli glasati za svoje pjesme s popisa od 124 pjesama, koji se nalazio na internet stranicama belgijskih novina Het Nieuwsblad
Popis pjesama na albumu:
| 1. "Billie Jean" 2. "Beat It" 3. "Bad" 4. "Blood on the Dance Floor" 5. "Say Say Say" 6. "Can You Feel It" 7. "Blame It on the Boogie" 8. "Another Part of Me" 9. "Baby Be Mine" 10. "2 Bad" 11. "Dangerous" 12. "Dirty Diana" 13. "Don't Stop 'til You Get Enough" 14. "Earth Song" 15. "Childhood" 16. "Beautiful Girl" 17. "Come Together" 18. "Butterflies" 19. "Break of Dawn" 20. "Cry" | 1. "Heal the World" 2. "Ghosts" 3. "Burn This Disco Out" 4. "Can't Let Her Get Away" 5. "I Just Can't Stop Loving You" 6. "Thriller" 7. "Give in to Me" 8. "HIStory" 9. "Smooth Criminal" 10. "Human Nature" 11. "Remember the Time" 12. "Liberian Girl" 13. "Scream" 14. "D.S." 15. "Girlfriend" 16. "Jam" 17. "Rock With You" 18. "Man in the Mirror" 19. "For All Time" 20. "Don't Walk Away" |  |

### Brazil
Brazilsko izdanje objavljeno je 17. listopada.
Popis pjesama na albumu:
1. "Thriller"
2. "Don't Stop 'til You Get Enough"
3. "Billie Jean"
4. "Black or White"
5. "Heal the World"
6. "Say Say Say"
7. "Beat It"
8. "Rock With You"
9. "Human Nature"
10. "Bad"
11. "You Are Not Alone"
12. "Will You Be There"
13. "The Way You Make Me Feel"
14. "Man in the Mirror"
15. "Wanna Be Startin' Somethin' 2008"
16. "The Girl Is Mine 2008"[9]

### Finska
Finsko izdanje objavljeno je 1. listopada
Popis pjesama na albumu:
1. "Billie Jean"
2. "Thriller"
3. "Beat It"
4. "Smooth Criminal"
5. "Bad"
6. "Earth Song"
7. "Black or White"
8. "Dirty Diana"
9. "You Are Not Alone"
10. "I Just Can't Stop Loving You"
11. "Heal the World"
12. "They Don't Care About Us"
13. "Scream"
14. "Man in the Mirror"
15. "Liberian Girl"
16. "Say Say Say"
17. "Don't Stop 'til You Get Enough"
18. "Wanna Be Startin' Somethin'"[10]

### Francuska
Francusko izdanje albuma "King of Pop - The French Fans' Selection" objavljeno je 12. prosinca.
Popis pjesama na albumu:
| Disk 1 1. "Billie Jean" 2. "Black Or White" 3. "Beat It" 4. "Off The Wall" 5. "Thriller" 6. "Smooth Criminal" 7. "Man In The Mirror" 8. "Remember The Time" 9. "Human Nature" 10. "Ghosts" 11. "Who Is It" 12. "Blood On The Dance Floor" 13. "One More Chance" 14. "Earth Song" 15. "Heal The World" 16. "Say Say Say" 17. "Thriller Megamix" | Disk 2 1. "Don't Stop 'Til You Get Enough" 2. "Bad" 3. "Wanna Be Startin' Somethin'" 4. "Rock With You" 5. "The Way You Make Me Feel" 6. "They Don't Care About Us" 7. "Dirty Diana" 8. "P.Y.T. (Pretty Young Thing)" 9. "You Are Not Alone" 10. "Speechless" 11. "Whatever Happens" 12. "Cry" 13. "Will You Be There" 14. "Workin' Day And Night" 15. "You Rock My World" 16. "Dangerous" 17. "Got The Hots" |  |

#### Deluxe box set
"King of Pop - The French Fans' Selection" - Izdanje Deluxe Box Set objavljeno je na isti dan s trećim bonus diskom.
- Disk 3

1. "Carousel"
2. "Rock With You"
3. "Stranger In Moscow"
4. "The Girl Is Mine"
5. "The Way You Love Me"
6. "Is It Scary"
7. "Childhood"
8. "Bad (Dance Extended Mix)"
9. "Wanna Be Startin' Somethin' (Extended 12" Mix)"
10. "Billie Jean (Original 12" Version)"
11. "Another Part Of Me (Extended Dance Mix)"
12. "The Way You Make Me Feel (Dance Extended Mix)"
13. "Black or White (The Civilles & Cole House/Club Mix)"[12]

### Njemačka & Švicarska
Album je bio najavljen 14. srpnja, a njemački su obožavatelji mogli glasati za svoje pjesme do 28. srpnja, s popisa od 121 pjesme. Njemačka verzija albuma objavljena je 22. kolovoza. Njemački popis pjesama sadržavao je gotovo sve snimke iz njegove solo karijere. Popis je značajno proširen sa skladba koje se nalaze na albumu Thriller 25 i s 12 skladbi s The Ultimate Collection. Također se nalazi i osam skladbi koje je Jackson izveo sa sastavom Jackson 5 Njemačko izdanje je također na isti datum objavljeno i u Švicarskoj.
Popis pjesama na albumu:
| 1. "Billie Jean" 2. "Beat It" 3. "Thriller" 4. "Smooth Criminal" 5. "Bad" 6. "Dirty Diana" 7. "Black or White" 8. "Man in the Mirror" 9. "Earth Song" 10. "Heal The World" 11. "They Don't Care About Us" 12. "Who Is It" 13. "Speechless" 14. "The Way You Make Me Feel" 15. "We've Had Enough" 16. "Remember the Time" | 1. "Whatever Happens" 2. "You Are Not Alone" 3. "Say Say Say" 4. "Liberian Girl" 5. "Wanna Be Startin' Somethin'" 6. "Don't Stop 'til You Get Enough" 7. "I Just Can't Stop Loving You" 8. "Give In to Me" 9. "Dangerous" 10. "Will You Be There" 11. "Scream" 12. "You Rock My World" 13. "Stranger in Moscow" 14. "Rock With You" 15. "Got the Hots" 16. "Thriller Megamix" |  |

### Grčka
32 skladbe s grčkog izdanja objavljene su 17. studenog 2008. godine.
Popis pjesama na albumu:
| Disk 1: 1. "Billie Jean" 2. "Beat It" 3. "Smooth Criminal" 4. "Bad" 5. "Jam" 6. "Rock With You" 7. "Dirty Diana" 8. "Black Or White" 9. "Scream" 10. "Wanna Be Startin' Somethin'" 11. "Don't Stop 'Til You Get Enough" 12. "In The Closet" 13. "Liberian Girl" 14. "The Girl Is Mine" 15. "Stranger In Moscow" 16. "Blood On The Dance Floor" 17. "Dangerous" | Disk 2: 1. "Thriller" 2. "Off The Wall" 3. "Wanna Be Startin' Somethin' 2008 with Akon" 4. "Can You Feel It" 5. "They Don't Care About Us" 6. "Come Together" 7. "Human Nature" 8. "Earth Song" 9. "You Are Not Alone" 10. "The Way You Make Me Feel" 11. "Remember The Time" 12. "Man In The Mirror" 13. "Ghosts" 14. "Invincible" 15. "Thriller Megamix" |

### Hong Kong
Dvostruki disk najavljen je 6. kolovoza, a album je objavljen 28. kolovoza
On August 6, it was announced that the double disc album would be released August 28. Fans could vote for 10 of their favourite tracks on the web site of Sony BMG Hong Kong. Obožavatelji su za 10 svojh pjesma mogli glasati putem web stranica Sony BMG u Hong Kongu.
Popis pjesama na albumu:
| 1. "Billie Jean" 2. "Bad" 3. "Say Say Say" 4. "Thriller" 5. "Ghosts" 6. "Will You Be There" 7. "Heal the World" 8. "Smooth Criminal" 9. "Jam" 10. "Scream" 11. "I Just Can't Stop Loving You" 12. "Black or White" 13. "They Don't Care About Us" 14. "Come Together" 15. "We Are the World" | 1. "Don't Stop 'til You Get Enough" 2. "Beat It" 3. "Dangerous" 4. "Dirty Diana" 5. "You Are Not Alone" 6. "Remember the Time" 7. "The Way You Make Me Feel" 8. "Man in the Mirror" 9. "Earth Song" 10. "She's out of My Life" 11. "The Girl Is Mine" 12. "You Rock My World" 13. "Blood on the Dance Floor" 14. "Wanna Be Startin' Somethin'" 15. "Billie Jean 2008" 16. "Thriller Megamix" |  |

### Mađarska
Album je najavljen 9. srpnja, a glasanje je trajalo do 27. srpnja.
Popis pjesama na albumu:
1. "Billie Jean"
2. "Black or White"
3. "Thriller"
4. "Smooth Criminal"
5. "Earth Song"
6. "Bad"
7. "Beat It"
8. "Dirty Diana"
9. "They Don't Care About Us"
10. "Heal the World"
11. "Remember the Time"
12. "Say Say Say"
13. "Dangerous"
14. "Give In to Me"
15. "You Are Not Alone"
16. "Thriller Megamix"[18]

### Italija
Popis pjesama na albumu:
| 1. "Billie Jean" 2. "Black or White" 3. "Man in the Mirror" 4. "Whatever Happens" 5. "Smooth Criminal" 6. "Beat It" 7. "Off the Wall" 8. "We've Had Enough" 9. "Dangerous" 10. "They Don't Care About Us" 11. "Human Nature" 12. "Wanna Be Startin' Somethin'" 13. "Ghosts" 14. "You Rock My World" 15. "Earth Song" | 1. "Thriller" 2. "Tabloid Junkie" 3. "Liberian Girl" 4. "Remember the Time" 5. "We Are the World" 6. "Who Is It" 7. "Speechless" 8. "Morphine" 9. "The Way You Make Me Feel" 10. "Bad" 11. "Blood on the Dance Floor" 12. "Rock with You" 13. "Don't Stop 'til You Get Enough" 14. "You Are Not Alone" 15. "Heal the World" 16. "Got The Hots" 17. "Carousel" |  |

### Japan
Popis pjesama na albumu:
1. "Billie Jean"
2. "Man in the Mirror"
3. "Smooth Criminal"
4. "Thriller"
5. "Beat It"
6. "Bad"
7. "Black or White"
8. "Heal the World"
9. "Rock With You"
10. "Human Nature"
11. "We Are the World"
12. "Say Say Say"
13. "Scream"
14. "Remember the Time"
15. "Off the Wall"
16. "Ben"
17. "Thriller Megamix"[19]

### Nizozemska
Popis pjesama na albumu:
| 1. "Billie Jean" 2. "Thriller" 3. "Beat It" 4. "Smooth Criminal" 5. "Dirty Diana" 6. "Don't Stop 'til You Get Enough" 7. "Man in the Mirror" 8. "They Don't Care About Us" 9. "Black or White" 10. "Wanna Be Startin' Somethin'" 11. "The Way You Make Me Feel" 12. "Bad" 13. "Earth Song" 14. "Ben" 15. "Heal the World" 16. "Liberian Girl" 17. "Rock With You" | 1. "Can You Feel It" 2. "She's out of My Life" 3. "You Are Not Alone" 4. "Stranger in Moscow" 5. "The Girl Is Mine" 6. "Remember the Time" 7. "You Rock My World" 8. "Human Nature" 9. "Give In to Me" 10. "Will You Be There" 11. "Off the Wall" 12. "I'll Be There" 13. "Who Is It" 14. "Blood on the Dance Floor" 15. "Say Say Say" 16. "Blame It on the Boogie" 17. "Ghosts" 18. "Got the Hots" |  |

### Novi Zeland
Popis pjesama na albumu:
1. "Billie Jean"
2. "Thriller"
3. "Don't Stop 'til You Get Enough"
4. "Man in the Mirror"
5. "Black or White"
6. "Blame It on the Boogie"
7. "Beat It"
8. "Smooth Criminal"
9. "Bad"
10. "Rock With You"
11. "The Way You Make Me Feel"
12. "Heal the World"
13. "Scream"
14. "Dirty Diana"
15. "Remember the Time"
16. "They Don't Care About Us"
17. "Stranger in Moscow"[21]

### Filipini
Popis pjesama na albumu:
| 1. "Blame It on the Boogie" 2. "Don't Stop 'til You Get Enough" 3. "Rock With You" 4. "Off the Wall" 5. "She's out of My Life" 6. "The Girl Is Mine" 7. "Thriller" 8. "Beat It" 9. "Billie Jean" 10. "Human Nature" 11. "P.Y.T. (Pretty Young Thing)" 12. "Bad" 13. "The Way You Make Me Feel" 14. "Man in the Mirror" 15. "I Just Can't Stop Loving You" 16. "Smooth Criminal" 17. "In the Closet" | 1. "Remember the Time" 2. "Heal the World" 3. "Black or White" 4. "Gone Too Soon" 5. "Dangerous" 6. "Scream" 7. "They Don't Care About Us" 8. "Earth Song" 9. "You Are Not Alone" 10. "Childhood" 11. "Blood on the Dance Floor" 12. "Invincible" 13. "We Are the World" 14. "Wanna Be Startin' Somethin' 2008" 15. "Say Say Say" 16. "Got the Hots" 17. "Thriller Megamix" |  |

### Poljska
Popis pjesama na albumu:
| 1. "Billie Jean" 2. "Black or White" 3. "Thriller" 4. "Earth Song" 5. "Remember The Time" 6. "Say Say Say" 7. "Blood On The Dance Floor" 8. "Scream" 9. "Who Is It" 10. "Blame It On The Boogie" 11. "Ghosts" 12. "Rock With You" 13. "Heal The World" 14. "Human Nature" 15. "Liberian Girl" 16. "Dangerous" | 1. "Smooth Criminal" 2. "Give In To Me" 3. "Beat It" 4. "Man in the Mirror" 5. "They Don't Care About Us" 6. "Can You Feel It" 7. "Dirty Diana" 8. "You Are Not Alone" 9. "Wanna Be Startin' Somethin'" 10. "You Rock My World" 11. "The Way You Make Me Feel" 12. "Stranger In Moscow" 13. "Bad" 14. "Don't Stop 'til You Get Enough" 15. "We Are The World" 16. "Thriller Megamix" |  |

### Portugal
Popis pjesama na albumu:
| 1. "Billie Jean" 2. "Black or White" 3. "Beat It" 4. "Bad" 5. "Smooth Criminal 6. "You Are Not Alone" 7. "Thriller" 8. "Earth Song" 9. "Man in the Mirror" 10. "You Rock My World" 11. "The Way You Make Me Feel" 12. "Heal The World" 13. "Don't Stop 'Til You Get Enough" 14. "Rock With You" 15. "Dirty Diana" 16. "Remember the Time" |

### Južna Koreja
Popis pjesama na albumu:
| Disk 1 1. "Billie Jean" 2. "Beat It" 3. "Black Or White" 4. "Heal The World" 5. "You Are Not Alone" 6. "Thriller" 7. "Dangerous" 8. "Bad" 9. "We Are The World (Demo)" 10. "Jam" 11. "Man In The Mirror" 12. "The Girl Is Mine (With Paul McCartney)" 13. "Remember The Time" 14. "Smooth Criminal" 15. "The Way You Make Me Feel" 16. "History" | Disk 2 1. "Will You Be There (Radio Edit)" 2. "I Just Can'T Stop Loving You (Feat. Sieddah Garret)" 3. "Rock With You" 4. "Don't Stop 'Til You Get Enough" 5. "Come Together" 6. "Scream (Feat. Janet Jackson)" 7. "Human Nature" 8. "Earth Song" 9. "Dirty Diana" 10. "Wanna Be Startin' Somethin'" 11. "You Rock My World" 12. "She's Out Of My Life" 13. "You Are My Life" 14. "Off The Wall" 15. "Keep The Faith" 16. "Smile" 17. "Who Is It" 18. "Childhood (Theme From Free Willy 2)" |  |

### Španjolska
Popis pjesama na albumu:
1. "Thriller"
2. "Billie Jean"
3. "Bad"
4. "Beat It"
5. "Smooth Criminal"
6. "Black or White"
7. "Man in the Mirror"
8. "The Way You Make Me Feel"
9. "Remember the Time"
10. "Don't Stop 'til You Get Enough"
11. "They Don't Care About Us"
12. "Rock With You"
13. "Blood on the Dance Floor"
14. "Heal the World"
15. "Wanna Be Startin' Somethin'"
16. "Unbreakable"
17. "We Are The World (Demo)"[24]

### Švedska
Popis pjesama na albumu:
| 1. "Billie Jean" 2. "Thriller" 3. "Beat It" 4. "Bad" 5. "Black or White" 6. "Smooth Criminal" 7. "The Way You Make Me Feel" 8. "Man in the Mirror" 9. "Don't Stop 'til You Get Enough" 10. "Blame It on the Boogie" 11. "Dirty Diana" 12. "They Don't Care About Us" 13. "The Girl Is Mine" 14. "Heal The World" 15. "We Are the World" 16. "Liberian Girl" | 1. "Earth Song" 2. "Can You Feel It" 3. "I Just Can't Stop Loving You" 4. "I'll Be There" 5. "Say Say Say" 6. "Ben" 7. "Shake Your Body (Down to the Ground)" 8. "Got the Hots" 9. "Someone Put Your Hand Out" 10. "On the Line" 11. "State of Shock" 12. "We Are Here to Change the World" 13. "One More Chance" 14. "We've Had Enough" 15. "Wanna Be Startin' Somethin' 2008" 16. "Thriller Megamix" |  |

### Turska
Popis pjesama na albumu:
1. "Thriller"
2. "Smooth Criminal"
3. "Billie Jean"
4. "Black or White"
5. "They Don't Care About Us"
6. "Bad"
7. "Remember the Time"
8. "Wanna Be Startin' Somethin'"
9. "In The Closet"
10. "Beat It"
11. "Don't Stop 'til You Get Enough"
12. "Scream"
13. "Who Is It"
14. "The Way You Make Me Feel"
15. "You Rock My World"
16. "You Are Not Alone"
17. "Liberian Girl"
18. "Off the Wall"[26]

### Velika Britanija
Popis pjesama na albumu:
1. "Billie Jean"
2. "Bad"
3. "Smooth Criminal"
4. "Thriller"
5. "Black or White"
6. "Beat It"
7. "Wanna Be Startin' Somethin'"
8. "Don’t Stop 'til You Get Enough"
9. "The Way You Make Me Feel"
10. "Rock With You"
11. "You Are Not Alone"
12. "Man in the Mirror"
13. "Remember the Time"
14. "Scream"
15. "You Rock My World"
16. "They Don't Care About Us"
17. "Earth Song"[27]

#### Deluxe box set
Popis pjesama na albumu:
| Disk 1 1. "Billie Jean" 2. "Bad" 3. "Smooth Criminal" 4. "Thriller" 5. "Black or White" 6. "Beat It" 7. "Wanna Be Startin' Somethin'" 8. "Don't Stop 'til You Get Enough" 9. "The Way You Make Me Feel" 10. "Rock With You" 11. "You Are Not Alone" 12. "Man in the Mirror" 13. "Remember the Time" 14. "Scream" 15. "You Rock My World" 16. "They Don't Care About Us" 17. "Earth Song" | Disk 2 1. "Dirty Diana" 2. "Say Say Say" 3. "Off the Wall" 4. "Human Nature" 5. "I Just Can't Stop Loving You" 6. "Heal the World" 7. "Will You Be There" 8. "Stranger in Moscow" 9. "Speechless" 10. "She's out of My Life" 11. "The Girl Is Mine" 12. "Butterflies" 13. "Who Is It" 14. "Ghosts" 15. "Blood on the Dance Floor" 16. "Workin' Day and Night" 17. "HIStory" ^ 18. "Give In to Me" ^ - This is the "Tony Moran's HIStory Edit", as was used in the music video for said song. |  |

Disk 3
1. "Can't Get Outta the Rain (Single Version)"
2. "On the Line"
3. "Someone Put Your Hand Out"
4. "Is It Scary (Single Radio Edit)"
5. "Smile (Short Version)"
6. "Billie Jean (Original 12" Version)"
7. "Wanna Be Startin' Somethin' (Extended 12" Mix)"
8. "Bad (Dance Extended Mix Includes 'False Fade')"
9. "The Way You Make Me Feel (Dance Extended Mix)"
10. "Another Part of Me (Extended Dance Mix)"
11. "Smooth Criminal (Extended Dance Mix)"
12. "Black or White (The Civilles & Cole House/Club Mix)"
13. "Thriller Megamix (Radio Edit)"[28]

## Top ljestvica
| Ljestvica (2008.)  | Pozicija |
| ------------------ | -------- |
| Australija         | 5        |
| Austrija           | 1        |
| Belgija (Vl)       | 4        |
| Belgija (Wa)       | 9        |
| Finska             | 29       |
| Njemačka           | 6        |
| Mađarska           | 4        |
| Irska (verzija UK) | 54       |
| Japan              | 10       |
| Nizozemska         | 4        |
| Novi Zeland        | 13       |
| Poljska            | 1        |
| Španjolska         | 38       |
| Švedska            | 9        |
| Švicarska          | 26       |
| Velika Britanija   | 3        |

| Ljestvica (2009.) | Pozicija |
| ----------------- | -------- |
| Belgija (Vl)      | 17       |
| Belgija (Wa)      | 23       |
| Finska            | 23       |
| Njemačka          | 1        |

## Naklada
| Zemlja     | Prodaja | Certifikat |
| ---------- | ------- | ---------- |
| Australija | 35.000  | Zlatni     |
| Austrija   | 10.000  | Zlatni     |
| Belgija    | 15.000  | Zlatni     |
| Mađarska   | 7.500   | Zlatni     |
| Poljska    | 20.000  | Platinasti |

## Datumi izdavanja albuma
| Regija      | Datum              |
| ----------- | ------------------ |
| Njemačka    | 22. kolovoza 2008. |
| Nizozemska  | 22. kolovoza 2008. |
| Švicarska   | 22. kolovoza 2008. |
| Belgija     | 25. kolovoza 2008. |
| Novi Zeland | 25. kolovoza 2008. |
| UK          | 25. kolovoza 2008. |
| Filipini    | 28. kolovoza 2008. |
| Hong Kong   | 28. kolovoza 2008. |
| Austrija    | 29. kolovoza 2008. |
| Australija  | 29. kolovoza 2008. |
| Mađarska    | 29. kolovoza 2008. |

| Regija       | Datum               |
| ------------ | ------------------- |
| Japan        | 24. rujna 2008.     |
| Finska       | 1. listopada 2008.  |
| Italija      | 3. listopada 2008.  |
| Švedska      | 15. listopada 2008. |
| Brazil       | 17. listopada 2008. |
| Poljska      | 20. listopada 2008. |
| Grčka        | 17. studenog 2008.  |
| Turska       | 24. studenog 2008.  |
| Južna Koreja | 11. prosinca 2008.  |
| Francuska    | 12. prosinca 2008.  |

## Vanjske poveznice
- Allmusic - Recenzija albuma